# Maria Djurkovic
Maria Djurkovic ist eine britische Filmarchitektin.

## Leben
Djurkovic hat tschechische, russische und montenegrinische Wurzeln und verbrachte in ihrer Kindheit viel Zeit im ehemaligen Jugoslawien. Sie studierte an der University of Oxford und begann ihre Filmkarriere Mitte der 1980er Jahre. Seitdem war sie an rund 30 Film- und Fernsehproduktionen beteiligt.
Bei der Oscarverleihung 2015 war sie zusammen mit Tatiana Macdonald in der Kategorie Bestes Szenenbild für ihre Arbeit an The Imitation Game – Ein streng geheimes Leben für den Oscar nominiert. Sie war dabei insbesondere für den Nachbau der Turing-Bombe verantwortlich, für den sie Zugang zu den Archiven des Bletchley Park erhielt, wo Alan Turing und seine Mitarbeiter während des Zweiten Weltkriegs an der Entschlüsselung des Enigma-Codes des deutschen Militärs arbeiteten.

## Filmografie
- 1986: Der singende Detektiv (Fernseh-Miniserie)
- 1988: Hinter der Sonne – Neben dem Mond (Fernsehserie)
- 1992: No Head for Heights (Fernseh-Kurzfilm)
- 1993: Spender (Fernsehserie)
- 1995: Inspektor Morse, Mordkommission Oxford (Inspektor Morse, Fernsehserie)
- 1995: The Turnaround
- 1995: Das Handbuch des jungen Giftmischers (The Young Poisoner’s Handbook)
- 1996: Süßer Engel Tod
- 1996: In Your Dreams
- 1997: Oscar Wilde
- 1998: Sie liebt ihn – sie liebt ihn nicht (Sliding Doors)
- 1999: Fanny und Elvis
- 1999: Citizen Kane – Die Hollywood-Legende (RKO 281, Fernsehfilm)
- 2000: Billy Elliot – I Will Dance (Billy Elliot)
- 2001: Die Grauzone (The Grey Zone)
- 2002: Doktor Schiwago (Doctor Zhivago, Fernseh-Miniserie)
- 2002: The Hours – Von Ewigkeit zu Ewigkeit (The Hours)
- 2003: Sylvia
- 2004: Vanity Fair – Jahrmarkt der Eitelkeit (Vanity Fair)
- 2005: Man to Man
- 2006: Scoop – Der Knüller (Scoop)
- 2007: Cassandras Traum (Cassandra’s Dream)
- 2008: Mamma Mia!
- 2010: The Special Relationship (Fernsehfilm)
- 2011: Dame, König, As, Spion (Tinker Tailor Soldier Spy)
- 2012: I Missed My Mother’s Funeral (Kurzfilm)
- 2013: The Invisible Woman
- 2014: The Imitation Game – Ein streng geheimes Leben (The Imitation Game)
- 2015: A Bigger Splash
- 2016: Gold – Gier hat eine neue Farbe (Gold)
- 2017: Schneemann (The Snowman)
- 2018: Red Sparrow
- 2021: Die Ausgrabung (The Dig)
- 2023: Ferrari
- 2025: The Amateur